# Roland SH-2000
De Roland SH-2000 is een monofone synthesizer, uitgebracht door Roland in 1973. De SH-2000 werd geproduceerd tot 1981 en was Rolands tweede synthesizer.
De SH-2000 kwam vlak uit na de SH-1000 en was net als laatstgenoemde een monofone analoge subtractieve synthesizer met preset klanken ontworpen voor plaatsing boven op een orgel. Hoewel het apparaat voorgeprogrammeerde klanken heeft, kan er met de knoppen enigszins invloed op de uiteindelijke klank worden uitgeoefend.
Het gebrek om bestaande klanken uitgebreid te bewerken en de beperkte aansluitmogelijkheden maakte dat deze synthesizer de SH-1000 niet kon overtreffen.
Onder het klavier zijn gekleurde schakelaars te vinden om elk van de 30 klanken te selecteren, zoals de trombone, hobo, viool, banjo, piano, xylofoon, maar ook klanken genaamd popcorn, space reed, frog man, funny cat en wind.
Aan de linkerkant van het klavier zitten enkele knoppen om bestaande klanken de beïnvloeden. Dit zijn filter cutoff, resonantie en modulatie schuifknoppen, LFO, modulatiesnelheid, portamento, vibrato en pitch bend. De filter en LFO zijn echter zeer beperkt in functie. De SH-2000 bezit echter wel de mogelijkheid voor aftertouch, genaamd "Touch Effect". Aftertouch wordt bewerkstelligd door na het aanslaan van een van de toetsen deze verder door te drukken waarna het effect wordt geactiveerd en kan worden gebruikt voor het moduleren van het volume, vibrato en toonhoogte.
In latere synthesizers van Roland is de SH-2000 klank nog terug te vinden in de lijst met presets.

## Bekende artiesten
De SH-2000 is gebruikt door enkele bekende artiesten, zoals Fatboy Slim, 808 State, Blondie, The Human League, Mike Oldfield, Jethro Tull, Ike & Tina Turner en Yvan Guilini.